# Temporal de Reyes (1766)
El Temporal de Reyes fue un temporal de lluvias torrenciales que afectó a la isla de Gran Canaria el 6 de enero de 1766. Las fuertes lluvias produjeron la avenida del Barranco de Guiniguada y la destrucción del “puente de palo” que unía Vegueta y Triana en Las Palmas de Gran Canaria, capital de la isla. Destruyó también las murallas de ambos barrios. En Agüimes hubo un alud de piedras y lodo, y en toda la isla fuertes inundaciones. El temporal se prolongó durante trece días. Los daños causados por el temporal fueron a añadirse a la ya precaria situación económica de la isla, desembocando todo ello, en octubre, en el Motín de Telde de 1766.